# Les Marches

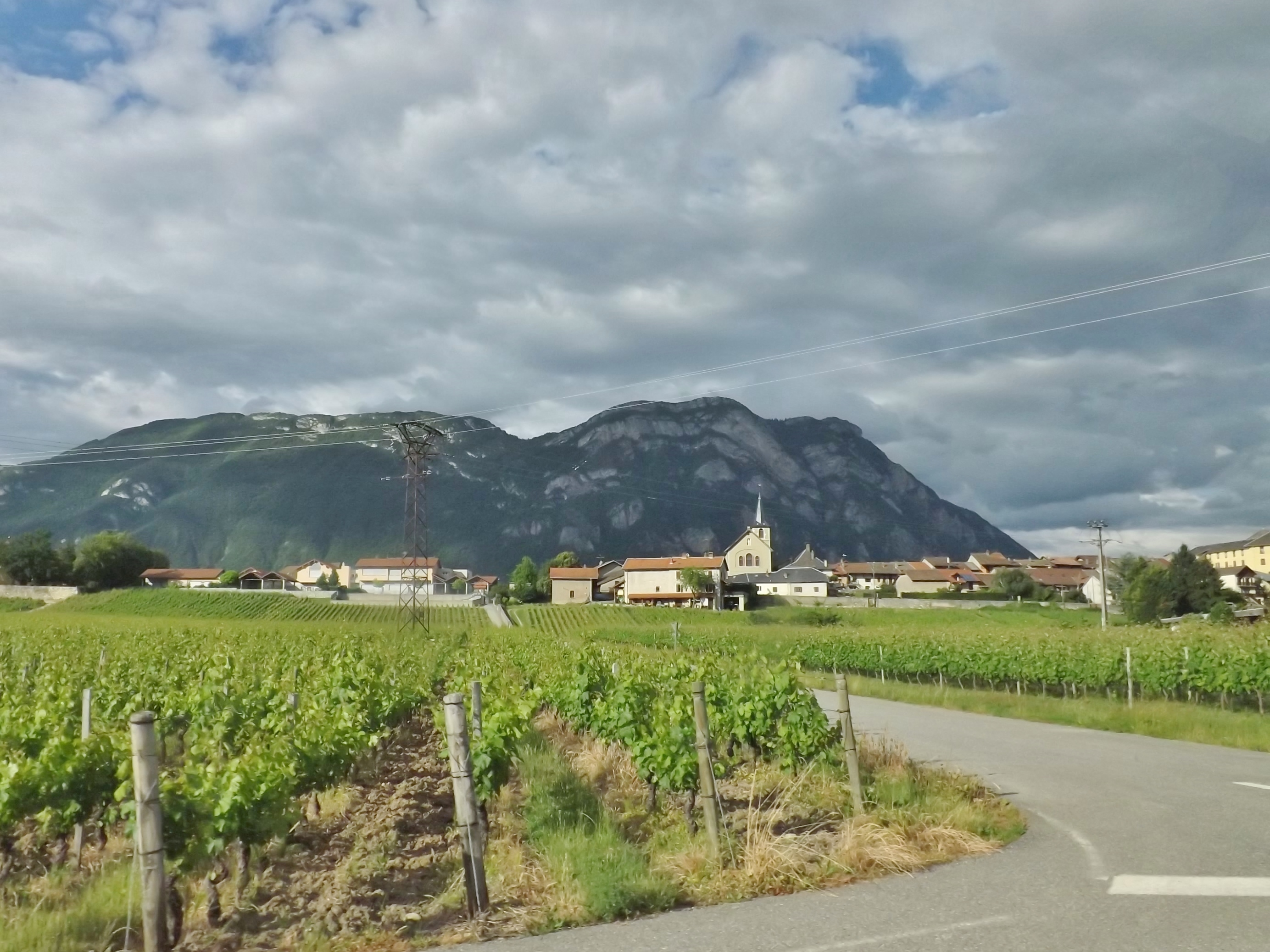
Les Marches, Savoie.

Les Marches is een plaats en voormalige gemeente in het Franse departement Savoie (regio Auvergne-Rhône-Alpes) en telt 2483 inwoners (2005). De plaats maakt deel uit van het arrondissement Chambéry. Les Marches is op 1 januari 2019 gefuseerd met de gemeente Francin tot de gemeente Porte-de-Savoie. 

## Geografie
De oppervlakte van Les Marches bedraagt 15,4 km², de bevolkingsdichtheid is 161,2 inwoners per km². De gemeente ligt op een snijpunt van drie belangrijke transport-assen, richting Grenoble (Grésivaudan), richting Albertville (Combe de Savoie) en richting Chambéry (Cluse de Chambery). Daartussenin heeft de plaats uitzicht op drie gebergten: de Chartreuse, Belledonne en het Baugesmassief.
De onderstaande kaart toont de ligging van Les Marches met de belangrijkste infrastructuur en aangrenzende gemeenten.

## Demografie
Onderstaande figuur toont het verloop van het inwonertal (bron: INSEE-tellingen).